# Шкарів
Шка́рів — село в Україні, в Рівненському районі Рівненської області, орган місцевого самоврядування — Бабинська сільська рада. Населення становить 381 особу (станом на 2001 рік). Село розташоване у центрі колишнього Гощанського району, за 1,8 кілометра від колишнього районного центру.

## Географія
Село розташоване на лівому березі річки Горині. Лежить за 1,8 км на захід від м. Гоща, фізична відстань до Києва — 257,0 км.

## Історія
У 1906 році село Бугринської волості Острозького повіту Волинської губернії. Відстань від повітового міста 31 верст, від волості 6. Дворів 46, мешканців 271.

## Населення
Станом на 1989 рік у селі проживало 438 осіб, серед них — 195 чоловіків і 243 жінки.
За даними перепису населення 2001 року у селі проживала 381 особа. Рідною мовою назвали:
| Мова       | Кількість осіб | Відсоток |
| ---------- | -------------- | -------- |
| українська | 376            | 98,69 %  |
| російська  | 5              | 1,31 %   |

## Політика
Голова сільської ради — Бойко Володимир Іванович, 1955 року народження, вперше обраний у 2010 році. Інтереси громади представляють 20 депутатів сільської ради:
| Партія        | Кількість депутатів | Відсоток |
| ------------- | ------------------- | -------- |
| самовисування | 20                  | 100,00 % |

## Постаті
- Оверчук Дмитро Русланович (1992—2014) — солдат Збройних сил України, учасник російсько-української війни.